# خوان كارلوس فاليرون
خوان كارلوس فاليرون سانتانا (بالإسبانية: Juan Carlos Valerón)‏، من مواليد 17 يونيو 1975 في أرغوينغوين في جزر الكناري في إسبانيا، لاعب كرة قدم إسباني.
بدأ مسيرته الكروية مع نادي لاس بالماس في عام 1995، ولعب معهم حتى عام 1997، وشارك معهم في 54 مباراة وسجل هدفين، وفي موسم 1997/1998 انتقل إلى نادي مايوركا، ولعب معهم 36 مباراة وسجل 3 أهداف، وفي عام 1998 انتقل إلى نادي أتلتيكو مدريد، ولعب معهم حتى عام 2000، وشارك معهم في 65 مباراة وسجل 7 أهداف، وفي عام 2000 انتقل إلى نادي ديبورتيفو لاكارونا، وفي صيف 2013 انتقل إلى نادي لاس بالماس.
و قد لعب مع منتخب إسبانيا لكرة القدم منذ عام 1998 وحتى عام 2005 لعب خلالها 46 مباراة وسجل خمسة أهداف.

## مسيرته الكروية
لعب خوان كارلوس فاليرون خلال مسيرته الاحترافية مع 5 أندية في اثنين وعشرين موسمًا وسجل خلالها 49 هدفًا ضمن 583 مباراة. حيث فاز في موسم واحد بالكأس ولم يفز بأي دوري.
خاض خوان كارلوس فاليرون مسيرته مع UD Las Palmas Atlético ‏ في موسم 1994–95 لمدة موسم واحد، مشاركًا في 25 مباراة سجل خلالها 7 أهداف. ثم انتقل إلى نادي لاس بالماس في موسم 1995–96 في المرة الأولى ولمدة موسمين ثم في موسم 2013–14 واستمر معه طيلة ثلاثة مواسم، حيث شارك طوالها في 129 مباراة سجل خلالها 5 أهداف. لينتقل بعدها إلى نادي ريال مايوركا في موسم 1997–98 لمدة موسم واحد، مشاركًا في 36 مباراة سجل خلالها 4 أهداف. ثم انتقل إلى نادي أتلتيكو مدريد في موسم 1998–99 ولمدة موسمين، مشاركًا في 65 مباراة سجل خلالها 7 أهداف. هذا وانتقل لاحقًا إلى نادي ديبورتيفو لاكورونيا في موسم 2000–01 ليلعب معه ثلاثة عشر موسمًا، مشاركًا في 328 مباراة سجل خلالها 26 هدفًا.

## روابط خارجية
- خوان كارلوس فاليرون على موقع الاتحاد الدولي (مؤرشف)  (الإنجليزية)
- خوان كارلوس فاليرون على موقع الاتحاد الأوربي (الإنجليزية)
- خوان كارلوس فاليرون على موقع قاعدة بيانات كرة القدم.إي يو (الإنجليزية)
- خوان كارلوس فاليرون على موقع ناشيونال فوتبول تيمز (الإنجليزية)
- خوان كارلوس فاليرون على موقع Soccerbase.com (لاعب) (الإنجليزية)
- خوان كارلوس فاليرون على موقع Soccerway.com (الإنجليزية)
- خوان كارلوس فاليرون على موقع عالم كرة القدم.نت (الإنجليزية)
- خوان كارلوس فاليرون على موقع كووورة
- خوان كارلوس فاليرون على موقع AS.com (الإسبانية)